# Cymosafia dolorosa
Cymosafia dolorosa là một loài bướm đêm trong họ Noctuidae.